# Gavriil Ilizarov
Gavriil Abramovich Ilizarov (em russo:  Гавриил Абрамович Илизаров) (Białowieża, 15 de junho de 1921 – 24 de junho de 1992) foi um médico soviético, conhecido como o criador do aparelho de Ilizarov, utilizado em fraturas expostas ou alongamentos de ossos. Ele foi um Herói do Trabalho Socialista (1981), um vencedor do Prêmio Lenin (1979), e um membro da Academia de Ciências da Rússia (1991).